# 박수옥
박수옥은 대한민국의 성우이다. 1984년 KBS에 입사했으며, 현재는 KBS 19기이다. 한국방송 성우극회 소속.

## 주요 출연작품

### 애니메이션
- 무지개 요정 큐티하니 (SBS)
- 우리는 챔피언 (SBS) - 브렛
- 파이팅! 대운동회 (SBS) - 아이라 베페라스카 로스노프스키 / 에레인

### 애니메이션 영화
- 또또와 유령 친구들 (SBS) - 엄마
- 짱구는 못말려 극장판 (SBS) - 그래그래마왕

### 영화
- 레모 (KBS)
- 백 투 더 퓨처 (SBS)
- 웨일 라이더 (SBS) - 미로 (라위니아 클라크)
- 칵테일 (KBS) - 조던의 친구(엔드라 도븐)
- 코 끝에 걸린 사나이(SBS) - 보니(크리스티나 리치)
- 탱고 (SBS)
- 프리잭 (KBS) - 방송 기자(제리 홀)